# Leuterīs Kouīs
Leuterīs Kouīs (in greco: Λευτέρης Κουής; 22 novembre 1960) è un ex calciatore cipriota, di ruolo centrocampista.

## Carriera

### Club
Ha giocato nella massima serie cipriota e greca.

### Nazionale
Ha esordito con la nazionale cipriota nel 1982, giocando 10 partite fino al 1985.